# Даутов, Дамир Сакенович
Дамир Сакенович Даутов (каз. Дәуітов Дамир Сәкенұлы; 3 марта 1990) — казахстанский футболист, защитник.

## Биография
В 2008 году играл в дубле «Кайрата». В 2009 году начал свой первый сезон в составе «Локомотива» Астана. С 2010года клуб называется — «Астана». В 2012 году перешёл ФК «Жетысу». В начале 2014 стал игроком клуба «Кайсар». Летом 2016 года перешел в «Иртыш». В начале 2017 года подписал контракт с «Актобе». Летом 2017 года вернулся в «Иртыш». Покинул команду в январе 2018 года.В 2018 году перешел в «Ордабасы» . 2021 году на правах аренды перешел в « Жетысу». После тяжелой травмы завершил карьеру футболиста 2023 году.

## Достижения
«Астана»
- Серебряный призёр чемпионата Казахстана: 2009
- Обладатель Кубка Казахстана: 2010
- Обладатель Суперкубка Казахстана: 2011

«Иртыш»
- Бронзовый призёр чемпионата Казахстана: 2016

«Ордабасы»
- Бронзовый призер чемпионата Казахстана: 2019